# Echoes of Eternity
Echoes of Eternity é uma banda estadunidense de metal gótico e progressivo formada em 2005. A banda atingiu sucesso imediato já com seu álbum de estreia, The Forgotten Goddess, que foi lançado em fevereiro de 2007 pela gravadora independente Nuclear Blast. Em setembro de 2009 foi lançado o segundo álbum, As Shadows Burn, com a gravadora independente alemã Massacre Records na Europa, e mais uma vez com a Nuclear Blast nos Estados Unidos.

## História

### Início
Kirk Carrison conheceu a vocalista canadense Francine Boucher na Universidade Full Sail de Flórida. Os dois mudaram-se para Los Angeles em 2001 após a formatura, atrás de algum trabalho em gravadoras locais. Após algumas tentativas de formar um projeto musical, Carrison chamara seu melhor amigo, Brandon Patton, para integrar na banda como guitarrista. Ambos nasceram na Carolina do Sul. Patton mudou-se para Los Angeles assim como o baixista Duane Cowan, que viera do Japão. Com a banda formada, gravaram uma demo que foi distribuída para vários produtores e gravadoras, chegando nas mãos do produtor Roy Z, que mostrou interesse na banda. Inicialmente, sua ideia era produzir a banda, mas como estava ocupado com outros projetos, passou a demo para a gravadora Nuclear Blast, que contratou a banda em 2006.

### The Forgotten Goddess (2006-2008)
A banda entrou no estúdio em junho de 2006 para começar a trabalhar no álbum de estreia, posteriormente intitulado de The Forgotten Goddess(A Deusa Esquecida). Lançado em 20 de fevereiro de 2007, o álbum causara impacto, trazendo ritmos de heavy metal e riffs do metal gótico e progressivo. O álbum foi muito bem recebido pela crítica, sendo que o site americano Live-metal comparou os vocais de Francine com Cristina Scabbia, vocalista da banda Lacuna Coil, e Liv Kristine, da banda Leaves' Eyes.
O guitarrista Sam Young entrou na banda em 2007 como guitarra base, e com a formação completa, filmaram o primeiro videoclipe do álbum, com a música "Voices in a Dream". No mesmo ano, a banda fez uma turnê nos Estados Unidos e abriu shows as bandas Symphony X, Edguy e Sanctity. No ano seguinte, 2008, Sam Young deixara a banda e fora substituído por Bryan Eagle. Após vários shows, a banda começa a planejar sobre o segundo álbum.

### As Shadows Burn (2009-atualmente)
Em 2009, Echoes of Eternity completa as gravações do segundo álbum de estúdio, As Shadows Burns, produzido por Logan Mader, ex-guitarrista da banda de thrash metal Machine Head. Em julho do mesmo ano, a banda assina com a gravadora alemã Massacre para a distribuição européia do CD. As Shadows Burns foi lançado em 22 de setembro nos EUA e três dias depois na Europa.
Em agosto de 2013 o guitarrista Brandon Patton informou que a banda entraria num hiato, que durou até 2015, quando retornaram a ativa. Em 2019 foi lançando seu terceiro álbum de estúdio, Ageless.

## Discografia
- The Forgotten Goddess (2007)
- As Shadows Burn (2009)
- Ageless (2019)

## Integrantes
- Francine Boucher - vocalista, compositora - (2005-atualmente)
- Brandon Patton - guitarrista, compositor - (2005-atualmente)
- Sam Young - guitarrista - (2007-2008, 2015-atualmente)
- Kirk Carrison - baterista - (2005-atualmente)

Músico de apoio
- Michael Canales - baixo (2015-atualmente)

### Ex-integrantes
- Bryan Eagle - guitarrista - (2008-2013)
- Duane Cowan - baixista - (2005-2013)